# Sylvaner (cépage)
Pour les articles homonymes, voir sylvaner.
Le Sylvaner B est un cépage blanc d'Europe centrale.
Son raisin permet d'élaborer du vin bon marché avec des rendements généreux, mais aussi, si le terroir le permet, des vins fruités, veloutés et ronds.

## Origine

### Historique
Ce cépage vient d'Europe centrale, probablement sur les bords du Danube en Roumanie actuelle ou en Transylvanie (selon l'origine que laisse supposer son nom). Cependant, cette origine prête à controverse à cause de sa sensibilité aux gels hivernaux.
Des textes permettent de dater son introduction en Allemagne en 1665 importé par l'abbé Alberich Degen dans son abbaye cistercienne à Ebrach, diocèse de Wurtzbourg.
En Allemagne, il sera le premier cépage sujet de recherches. En 1876, Gustav Adolf Fröhlich a multiplié séparément des clones d'origines différentes et a sélectionné les plus productifs. Après lui, Otto Sartorius a effectué un contrôle sur descendance. Il a constaté que les clones les plus productifs donnaient les vins de bonne qualité. C'est la raison pour laquelle le sylvaner a tôt eut une production importante régulière. Cet avantage en a fait le plus cultivé durant les deux premiers tiers du XXe siècle.
En 1997, des tests sur son ADN ont révélé que le sylvaner est issu de l'hybridation entre le traminer et l'Österreichisch Weiß, autrichien blanc.

### Aire géographique
Il est cultivé en Allemagne sur 4 664 ha (2019), en Franconie en Hesse-rhénane en Palatinat rhénan en Wurtemberg et en Pays de Bade. Abondant jusque dans les années 1970 avec près de 30 % des parcelles, il n'a cessé de diminuer, remplacé par des cépages plus aromatiques comme le riesling B.
En France, sa culture a un peu diminué, passant de 2 830 ha en 1968 à 1 446 ha en 2008 est concentrée dans le Vignoble d'Alsace et quelques parcelles dans le vignoble de Lorraine.
En Suisse, il est le quatrième cépage blanc le plus cultivé avec 285 ha, en grande majorité en Valais (281 ha), où il bénéficie de l'appellation protégée Johannisberg.
Il est aussi cultivé en Autriche, en Hongrie, en Italie et à titre anecdotique[Quoi ?] en Australie, en Slovaquie et aux États-Unis (Californie), où il porte le nom de Sonoma riesling.

### Variabilité génétique

#### Clones
En France, les prospections dans le vignoble d'Alsace ont conduit à l'agrément de deux clones, le numéro 50 issu du Bas-Rhin et homologué en 1971 et le numéro 487 du Bas-Rhin également homologué en 1976. Ils sont très voisins au niveau de leurs aptitudes et donnent des vins bien typés dans le cépage.
Une nouvelle prospection menée entre 1985 et 1988 a conduit à la plantation en 1990 d'une collection-conservatoire de 300 clones.

#### Hybrides
En Allemagne, on cite le sylvaner bleu, uniquement en collection, mutation du sylvaner B. Le sylvaner rouge apparait sporadiquement en mutations dans le vignoble. Son vin blanc n'est pas différencié du sylvaner blanc. Des essais de culture en parcelles entière ont démontré qu'il pouvait muter assez facilement pour retrouver la variante blanche.
Il a aussi été souvent utilisé pour des croisements qui ont conduit à l'homologation de nombreux cépages parmi lesquels le rieslaner (sylvaner × riesling) en 1921 à Wurtzbourg, le multaner (weißer riesling × sylvaner) à l'institut de recherche de Geisenheim, le scheurebe (sylvaner × riesling) par Georg Scheu à l'institut national de viticulture à Alzey, ou le bacchus (sylvaner × riesling, sylvaner × müller-thurgau) à l'institut de viticulture de Geilweilerhof.

### Synonymie
- En Suisse, il est connu sous le nom de Johannisberg, notamment en Valais mais aussi gros rhin.
- Arvine grande, augustiner weiss, beregi szilvani, bötzinger, clozier, cynifadl zeleny, cynifal, fliegentraube, frankenriesling, frankentraube, füszeres szilvani, gamay blanc, gentil vert, gros-rhin, grünedel, grünfränkisch, Grüner Silvaner, Häusler Schwarz, mishka, momavaka, monterey riesling, moravka, movavka, muschka, mushza, musza, nemetskii Rizling, Österreicher, Pepltraube, picardon blanc, picardou blanc, plant du Rhin, Rhin, Rundblatt, salfin, salfine bely, salvaner, salviner, scharvaner, scherwaner, schönfeilner, schwäbler, schwübler, sedmogradka, sedmogradska zelena, selenzhiz, selivan, silvánske zelené, sonoma riesling, Sylvaner Verde, sylván zelený, szilvani feher, Juhannish, tschafahnler, yesil Silvaner, zelencic, zeleny, zierfandl, zierfandler, zierifandel, zinifal, zöld szilvani et zöldsilvani.

## Caractères ampélographiques

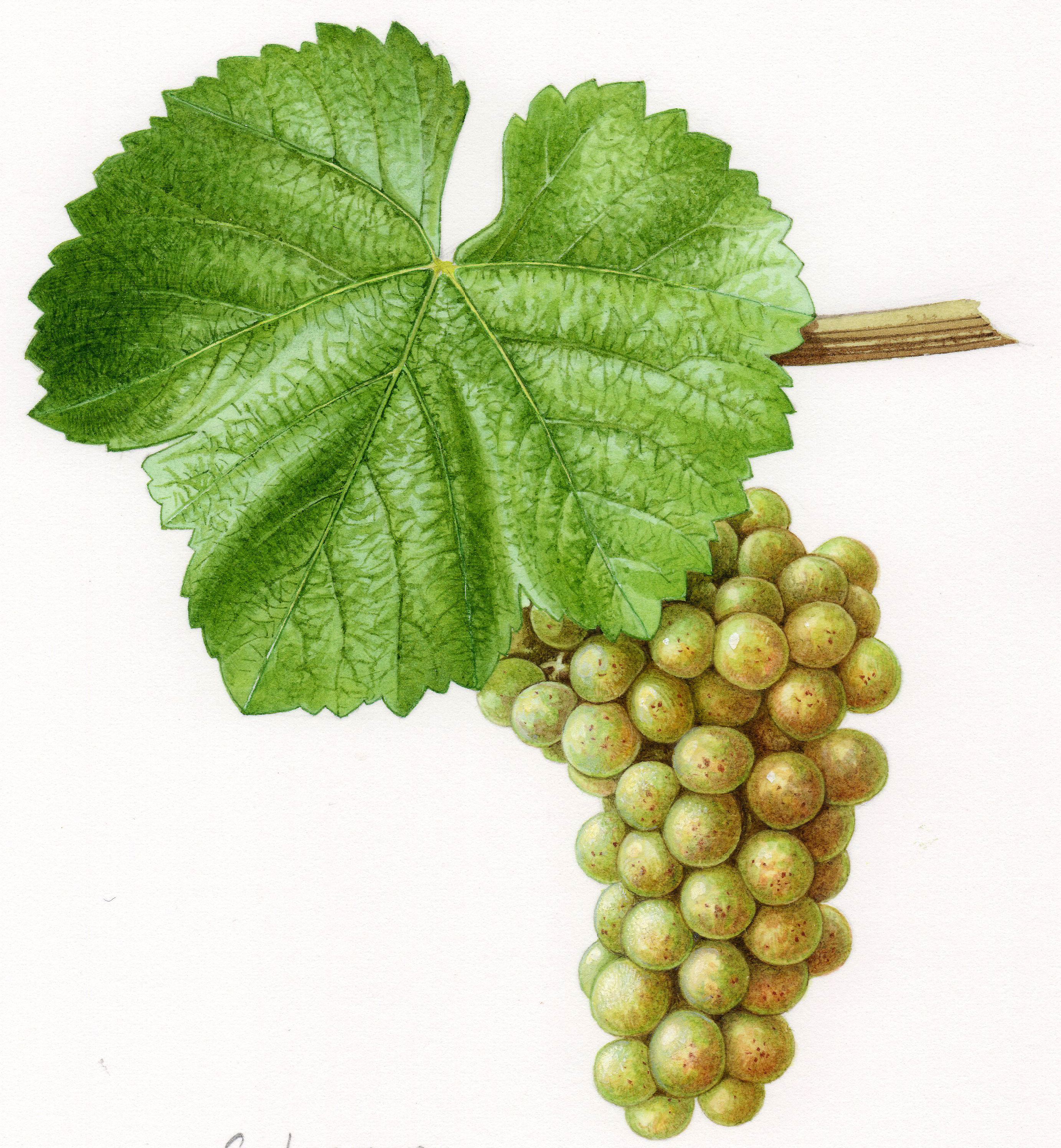
Grappe et feuille de sylvaner.

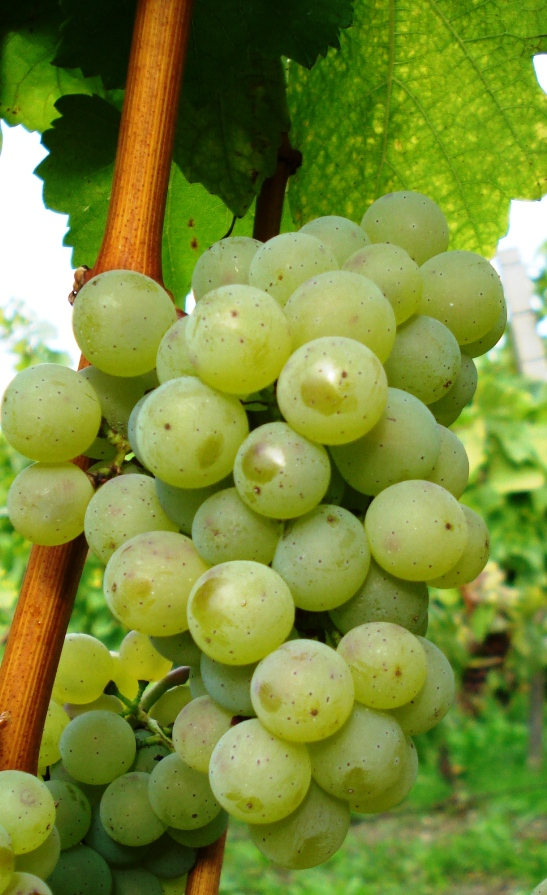
Grappe de sylvaner.

- Bourgeonnement vert légèrement cotonneux.
- Jeunes feuilles vertes.
- Rameau côtelé verts.
- Feuilles adultes à 5 lobes, sinus pétiolaire ouvert à fond parfois limité par la nervure près du point pétiolaire, des sinus latéraux ouverts, des dents courtes convexes, un limbe parfois gaufré et face inférieure moyennement velue.
- Grappes petites à moyennes, baies petites, elliptiques et vert-dorées.

## Aptitudes

### Culturales
C'est un cépage très sensible à la chlorose. La longueur de ses rameaux et leur fragilité au vent nécessitent un palissage soigné.
Il est généralement conduit en taille courte pour juguler sa production. Il assure une production régulière qui nécessite un terrain pauvre pour envisager une bonne qualité de vin.

### Sensibilité aux maladies
C'est un cépage très sensible au mildiou, à l'oïdium et à la pourriture grise.

### Sensibilité climatique
Il craint les gels d'hiver et tardifs au printemps. En automne court, il a du mal à aoûter.

### Œnologiques
Le caractère du Sylvaner est tributaire du terroir et de la nature du terrain. Sur des sols argileux, il devient souvent neutre, en revanche s'il naît sur des sols résiduels[évasif], il produit des vins vifs, fins et élégants.